# Le iene (film)
Le iene (Reservoir Dogs) è un film del 1992 scritto e diretto da Quentin Tarantino, al suo esordio alla regia di un lungometraggio.
Il film è interpretato da un cast corale di cui fanno parte Harvey Keitel, Tim Roth, Chris Penn,  Michael Madsen, Steve Buscemi, Lawrence Tierney, lo stesso Tarantino ed Edward Bunker. La pellicola è ritenuta un vero e proprio cult del cinema indipendente, ed ebbe il merito di introdurre i temi identificativi dell'opera di Tarantino. Fra essi ci sono l'ambiguità morale dei personaggi, i dialoghi dalle oscenità elaborate e dal forte black humor, la violenza grottesca e, in particolar modo, la sperimentazione di un nuovo espediente narrativo della storia. Le scene infatti non seguono un ordine perfettamente cronologico, in quanto le vicende si snodano in tre episodi che si intrecciano.
Nel 2008 la rivista Empire lo inserì al 97° nella lista dei 500 migliori film di tutti i tempi.

## Trama
A Los Angeles otto malfattori, sei di loro chiamati con nomi fittizi per mascherare la loro vera identità, Mr. White, Mr. Orange, Mr. Blonde, Mr. Pink, Mr. Brown, Mr. Blue, il loro capo Joe Cabot e suo figlio Eddie "il Bello", prima del colpo che hanno progettato, discutono in un bar di Like a Virgin, musica e di mance. La rapina, però, finisce per diventare una strage, e Mr. White e Mr. Orange, quest'ultimo ferito gravemente e sanguinante, si dirigono in auto al luogo dell'incontro con Joe, sperando in un medico che possa salvarlo. Sopraggiunge Mr. Pink e si allontana con Mr. White per chiarire la situazione: i due ricostruiscono i passaggi e si scopre che Mr. Blonde aveva iniziato a sparare sulla folla, e un gruppo di poliziotti, già presenti sul posto, aveva iniziato a sparare su di lui. Mr. Pink avanza l'ipotesi, per lui ormai una certezza, che il colpo fosse fallito a causa della soffiata di un agente infiltrato nel gruppo. In un flashback si vede Mr. White organizzare il tutto con Joe.
I due ritornano per vedere come sta Mr. Orange, che trovano ormai moribondo, e Mr. White fa sapere a Mr. Pink che il ragazzo gli aveva chiesto di lasciarlo davanti a un ospedale e si lascia sfuggire che gli ha rivelato anche il suo vero nome. Sopraggiunge poi Mr. Blonde, che provoca Mr. White quando quest'ultimo lo accusa di essere un pazzo per ciò che ha fatto, ma Mr. Blonde non dà alcuna giustificazione sensata alla sua azione di sparare per primo e Mr. Pink mette al corrente Blonde delle loro supposizioni. Mr. Blonde fa sapere che Eddie il Bello sta arrivando e porta i due fuori per far vedere qualcosa nel suo bagagliaio: il poliziotto Marvin Nash, legato e imbavagliato.
In un flashback si va a capire meglio chi sia Mr. Blonde, il cui vero nome è Vic Vega. Mr. Blonde aveva fatto visita a Joe ringraziandolo per averlo sostenuto quando era in prigione e gli aveva fatto sapere che un giudice, Seymour Scagnetti, ce l'ha con lui, per poi offrirsi per fare una rapina insieme a loro. Si ritorna quindi nel presente, Eddie si sta dirigendo verso il magazzino, e nel frattempo i tre rapinatori picchiano il poliziotto per estorcergli informazioni. Arrivato Eddie, Mr. Pink dice che ha lui i diamanti rubati, e porta Eddie e Mr. White dove li ha nascosti. Lasciato Mr. Blonde solo con il poliziotto, questi inizia a torturarlo, sfregiandolo con un rasoio, tagliandogli un orecchio, per poi cospargerlo di benzina. Quando sta per dargli fuoco, Orange spara a Blonde uccidendolo e poi rivela al poliziotto di essere lui la spia e che la polizia non arriverà fino a che Joe Cabot non avrà raggiunto il luogo dell'incontro.
Durante un lungo flashback viene spiegato tutto: Mr. Orange, in realtà un poliziotto di nome Freddy Newandyke, si vedeva con Holdaway, che lo aveva aiutato ad infiltrarsi nella banda di Cabot. Durante l'ideazione del piano erano stati assegnati i nomi ai sei per coprirli e, quindi, si passa a quanto accaduto subito dopo la rapina: Mr. White, Mr. Orange e Mr. Brown, quest'ultimo ferito, erano fuggiti e arrivati in una strada secondaria, dove Mr. White aveva ucciso due poliziotti che li inseguivano e Mr. Brown era morto. Scappati, Mr. Orange e Mr. White avevano rubato un'auto, ma Mr. Orange era stato colpito con un colpo di pistola dalla proprietaria dell'auto.
Nel frattempo Eddie, Mr. Pink e Mr. White tornano nel capannone, increduli del massacro avvenuto in loro assenza: Mr. Orange dice a Eddie che Mr. Blonde voleva uccidere tutti per poi scappare coi diamanti, ma Eddie, dopo aver ucciso il poliziotto, gli rivela che Mr. Blonde era un suo amico fidato ed aveva scontato quattro anni di galera per non aver fatto il nome di suo padre, per cui, furibondo, vuole sapere come stanno realmente le cose e non crede alla versione di Mr. Orange. In quel momento arriva Joe, che rivela ai presenti che Mr. Orange lavora per la polizia di Los Angeles. In seguito, Mr. White chiede a Joe come fa a sapere questo e quest'ultimo gli dice che non si fidava di Orange fin dall'inizio e, quindi, decide di freddare la spia immediatamente.
Dal canto suo, Mr. White crede al suo compagno e difende Mr. Orange, puntando la pistola su Joe. Eddie, per difendere il padre, punta a suo volta la pistola su Mr. White, creando così una "situazione di stallo alla messicana". Mr. Pink, spaventato, si rifugia nel sottoscala del magazzino.
A questo punto la situazione degenera velocemente e in pochi secondi Joe spara a Mr. Orange, Mr. White spara a Joe e a Eddie mentre quest'ultimo spara a Mr. White: alla fine solo Mr. White e Mr. Orange, gravemente feriti, sopravvivono. Mr. Pink, uscito dal sottoscala, fugge prendendo con sé la borsa con i diamanti, ma come si può sentire dalle grida dei poliziotti e dagli spari in sottofondo, viene arrestato dalla polizia giunta sul posto appena esce all'esterno del magazzino. Mr. Orange e Mr. White, ancora vivi, si avvicinano e Orange gli rivela di essere realmente l'infiltrato.
I poliziotti irrompono nel locale ed intimano a Mr. White di gettare la pistola che sta puntando sul viso di Mr. Orange; dopo un istante di silenzio, Mr. White uccide Mr. Orange, venendo a sua volta crivellato dai poliziotti.

## Produzione
Tarantino aveva intenzione di girare il film in pellicola da 16 millimetri con un budget di 30.000 dollari: in questa versione del film, Lawrence Bender - il produttore - avrebbe interpretato Eddie il Bello. Bender stava frequentando un corso di recitazione, e la moglie del suo insegnante, venuta a sapere del progettato film, presentò una copia della sceneggiatura ad Harvey Keitel che ne fu subito entusiasta e si offrì a Tarantino come coproduttore. Con Keitel nel cast, il fondo di produzione arrivò a 1.200.000 dollari.
Il budget del film era così basso che, ad esempio, la giacca da jogging sfoggiata dal personaggio di Eddie il Bello, apparteneva personalmente all'attore. Gran parte del denaro che è stato usato per il film è stato speso per i vestiti dei sei membri, in particolare per la giacca elegante di Eddie il Bello, per gli stivali neri di Mr. Blonde e per i jeans neri di Mr. Pink. Ne Le iene i personaggi indossano il modello Wayfarer degli occhiali Ray Ban, mentre i vestiti furono invece creati da Agnès B., famosa stilista. Per la realizzazione europea, il distributore usò poster differenti per ogni personaggio principale. I vestiti delle sei iene sono ispirati a quelli dei personaggi di A Better Tomorrow II di John Woo del 1987 e dei Blues Brothers dell'omonimo film del 1980.
L'uso dei nomi in codice ispirati ai colori per i sei rapinatori è un omaggio di Quentin Tarantino al film cult del 1974 Il colpo della metropolitana di Joseph Sargent, in cui i protagonisti si chiamavano signor Green, signor Gray, signor Blue e signor Brown.
Il capannone utilizzato nelle riprese era un deposito funebre in costruzione. Mr. Blonde si siede su un carro funebre in una scena. L'automobile di Mr. Blonde è una Cadillac Coupe de Ville: l'auto realmente apparteneva all'attore Michael Madsen. Le scene in cui Quentin Tarantino è davanti alla macchina da presa sono state girate da Robert Rodriguez.
Il titolo Reservoir Dogs è stato ispirato dalla difficoltà che Tarantino ha nel pronunciare il titolo del film Au revoir, les enfants di Louis Malle, che chiamava "The Reservoir film", unito a Straw Dogs di Sam Peckinpah.
All'inizio del film Tarantino definisce Like a Virgin di Madonna «una metafora della fava grossa». Per tutta risposta Madonna regalò al regista una copia del suo album Erotica con la dedica: «È una canzone che parla d'amore, non di fave grosse. Madonna». La parola "fuck" nel film viene pronunciata 252 volte.
Nell'edizione speciale del DVD uscita negli USA nel 2002, sono mostrate cinque sequenze che sono state tolte dalla versione finale del film: tre di esse sono linee di dialogo eliminate dal film, tra cui l'unica comprendente un personaggio femminile, un'agente di polizia collega di Mr. Orange. Le altre due sono diverse angolature della tortura di Marvin Nash, mostrata con maggiore uso di effetti splatter: una è ripresa da dietro invece che da davanti come nella versione inserita nel montaggio finale, mentre l'altra mostra direttamente l'orecchio venire afferrato e amputato in primo piano dalla mano di Mr. Blonde, accompagnato da un'abbondante fuoriuscita di sangue. Nella versione ufficiale non viene mostrata direttamente l'amputazione, perché la cinepresa si sposta sul lato sinistro dello schermo, e viene infine mostrato Mr. Blonde parlare con l'agente in agonia tenendo l'orecchio mozzato in mano.
Durante la medesima scena, Michael Madsen fu inizialmente messo a disagio dalla frase che Kirk Baltz recita ("Ho un bambino piccolo"). Madsen, che era diventato padre da poco tempo, ebbe difficoltà a recitare quella scena. Su alcune copie del DVD, non appena Baltz finisce la frase, si può sentire una voce in sottofondo che dice "Oh, no, no..": è la voce di Michael Madsen, avverso nel girare la scena.
All'inizio della scena in cui Eddie telefona mentre guida, si vede passare un palloncino arancione: Tarantino inserì questo particolare per fare capire agli spettatori chi era l'agente di polizia che aveva fatto la soffiata.

### Casting
George Clooney, Christopher Walken, Edward Norton, Matt Dillon e anche Tim Roth erano stati considerati per la parte di Mr. Blonde. Inoltre Tarantino voleva James Woods per una parte nel film. Woods non venne mai avvertito del fatto che Tarantino lo voleva contattare: non appena lo venne a sapere licenziò il suo agente - responsabile del fatto. Vincent Gallo, Dennis Hopper, Jon Cryer, Tom Sizemore e anche Michael Madsen furono considerati per la parte di Mr. Pink. Robert Forster, Timothy Carey e Seymour Cassel fecero un'audizione per il ruolo di Joe Cabot, mentre Samuel L. Jackson fece un provino per la parte di Mr. Orange, ma non ottenne il ruolo. Tarantino tuttavia fu così impressionato che lo scritturò per alcuni dei suoi film successivi. Edward Bunker, che impersona Mr. Blue, è stato un criminale ed ha trascorso gran parte della sua vita in prigione prima di diventare uno scrittore: era uno degli autori preferiti di Tarantino ed ha scritto numerosi best seller come Cane mangia cane e Come una bestia feroce.
La donna che spara a Tim Roth è Linda Kaye, insegnante di recitazione di Tarantino.

## Colonna sonora
La colonna sonora contiene uno svariato numero di canzoni anni settanta che fanno parte del repertorio musicale col quale Tarantino stesso è cresciuto. Il CD, com'è abitudine di Tarantino, include anche alcuni dialoghi estratti dal film.

### Tracce
1. And Now Little Green Bag... (dialogo)
2. Little Green Bag - (George Baker Selection)
3. Rock Flock of Five (dialogo)
4. Hooked on a Feeling - (Blue Swede)
5. Bohemiath (dialogo)
6. I Gotcha - (Joe Tex)
7. Magic Carpet Ride - (Bedlam)
8. Madonna Speech (dialogo)
9. Fool for Love - (Sandy Rogers)
10. Super Sounds (dialogo)
11. Stuck in the Middle with You - (Stealers Wheel)
12. Harvest Moon - (Bedlam)
13. Let's Get a Taco (dialogo)
14. Keep on Truckin' (dialogo)
15. Coconut - (Harry Nilsson)
16. Home of Rock (dialogo).

## Promozione

### Slogan promozionali
- « Amici prima... iene dopo... finiranno per sbranarsi tra loro »
- « Let's get the job done »[3]
- « Four perfect killers. One perfect crime. Now all they have to fear is each other »
- « Five total strangers team up for the perfect crime. They don't know each other's name. But they've got each other's number »
- « Six perfect strangers are teaming up to pull off the perfect crime »
- « Let's go to work »[3]
- « Every dog has his day »[3]

## Accoglienza

### Critica
(Jami Bernard, New York Daily News)
Il film fu mostrato per la prima volta al Sundance Film Festival di Robert Redford, dove venne subito additato dalla critica come un film rivoluzionario. Il pubblico non vedeva però di buon occhio le grandi scene di violenza che sono presenti nel film, anzi insisteva nel dire che il film di Tarantino trattava di violenza gratuita e eccessiva; il parere del pubblico venne poi riassunto nella critica di Jami Bernard. Tra le schiere di chi non apprezzava il film c'erano anche quelli che accusavano Tarantino di plagio.
Molte delle scene sono state infatti spesso accusate di aver copiato City on Fire, film del regista cinese Ringo Lam: in questo film è presente il triello finale, la rapina andata male, un uomo torturato da un membro della banda; molte delle scene in cui è presente Mr. White sono state direttamente spostate dal titolo cinese e trasferite in Le iene. In risposta alle accuse di plagio, Tarantino disse: I bravi artisti copiano, i grandi rubano.
Sul sito Rotten Tomatoes il film detiene il 91% delle recensioni professionali positive, basato su 66 recensioni e con un voto medio di 8.8/10. Su Metacritic il film ha un punteggio del 79 su 100, basato sul parere di 24 critici.

## Divieti
In Italia, il film venne vietato ai minori di 18 anni a causa di "violenza gratuita", mentre negli Stati Uniti venne vietato ai minori di 17 anni non accompagnati da un adulto.

## Distribuzione
Il film venne presentato il 21 gennaio 1992 al Sundance Film Festival e poi al Festival di Cannes in una proiezione di mezzanotte, successivamente in Giappone al Yubari International Fantastic Film Festival.
Il film uscì nelle sale statunitensi il 23 ottobre 1992, mentre in Italia era stato presentato in anteprima al Noir Festival di Viareggio alla presenza del regista e uscì il 9 ottobre 1992 col titolo Cani da rapina, ma a causa dello scarsissimo successo venne ridistribuito col titolo Le iene.

## Altri media

### Videogioco
Nel 2006, dopo 14 anni dalla pubblicazione del film, la Eidos Interactive ha distribuito il videogioco ispirato al film, per PC, PlayStation e Xbox, nonostante non avesse ottenuto il permesso di ripresentare le figure del film. Oltre Mr. Blonde, infatti, i personaggi del videogioco sono fisicamente diversi da quelli del film. Inoltre, ha una bassa durata, di sedici livelli molto simili fra loro. Oltre i difetti però, il videogioco segue la cronologia a intreccio del film e si ripropone per svelare i fatti saltati in questo (come sono scappati i sei dopo l'imboscata della polizia, dove ha nascosto i diamanti Mr. Pink, com'è ritornato Mr. Blonde al magazzino con Marvin Nash nel bagagliaio).
Nel videogioco basato sul film, si può impersonare Mr. Blue e scoprire come muore ("Più morto di Dillinger"): uscito dalla gioielleria, armato di fucile a pompa, il malvivente si fa strada fra le schiere di agenti che cercano di centrarlo; rifugiatosi in un vecchio cinema, Mr. Blue viene sorpreso da una squadra SWAT che gli ordina di gettare l'arma ma lui, in cerca di un "finale con i fuochi d'artificio", tenta di sparare, venendo immediatamente crivellato di proiettili.

## Merchandising

### Action figure
Dopo il successo ottenuto nelle sale, Mezco Toys e Palisades hanno messo in commercio delle action figure rappresentanti i sei protagonisti.
Durante una mostra del 2003 è stato messo in commercio un set di action figure che comprendeva il poliziotto Marvin Nash e Mr. Blonde durante la famigerata tortura.

## Riconoscimenti
- 1993 – Independent Spirit Awards
  - Miglior attore non protagonista a Steve Buscemi